# 嵐の到来
「嵐の到来」（あらしのとうらい、原題: "Army of Ghosts"）は、イギリスのSFテレビドラマ『ドクター・フー』シリーズ2第12話。2006年7月1日にBBC Oneで初めて放送された。7月8日に放送された「永遠の別れ」と二部作をなし、そのパート1にあたる。
本エピソードの舞台はロンドンで、2006年のエピソード「エルトン君の大冒険」よりも後である。本作ではサイバーマンがパラレルワールドから未知の球体を追って次元の裂け目を通って地球へ到来する。トーチウッド機関は新たなエネルギー資源を開拓するため、裂け目をさらに広げようとする。

## 制作
本作ではBBCの他の番組が登場する。バーバラ・ウィンザーがドラマ『イーストエンダーズ』のペギー・ミッチェル役で出演し、彼女がデン・ワッツだと推測したゴーストとザ・クイーン・ヴィクトリアで会話した。ワッツは1989年に死亡したと推定されたが2003年に復活し、2005年にもう一度殺害されて番組を退いていた。本作に出演した他のイギリスのテレビパーソナリティーにはトリシア・ゴダード、アリスター・アップルトン、デレク・アコラがおり、本人役を演じた。さらに、ワン・カナダ・スクウェアのショットはゲーム番組 The Apprentice のオープニングクレジットが使用された。1992年のBBCの討論番組 Ghostwatch も同名の番組が劇中で放送された。
撮影はカーディフ湾のコール・エクスチェンジとマウント・スチュアート・スクウェアで行われた。フィナーレである本二部作は当初、「にぎやかな死体」と「悲しきスリジーン」で焦点が当てられた裂け目のあるカーディフを舞台にしていた。2005年にスピンオフ作品『秘密情報部トーチウッド』の会議があり、デイヴィスがこのシリーズの舞台をカーディフに決定し、「嵐の到来」と「永遠の別れ」の舞台はロンドンのカナリー・ワーフに移された。

### 連続性
本作の舞台は大部分がトーチウッドであり、今回で初めて劇中に姿を現した。トーチウッド (Torchwood) というフレーズは『ドクター・フー』(Doctor Who) のアナグラムで、『ドクター・フー』のシリーズ1の撮影の間にテープを隠すため使用されていた。このフレーズはシリーズ2の大部分に亘る伏線であり、初登場はシリーズ1「バッド・ウルフ」であった。
本作の第2のプロットはサイバーマンで、「サイバーマン襲来」と「鋼鉄の時代」に登場したパラレルワールドのものが登場した。プラスチックシートを破るサイバーマンはサイバーマンの登場を通じて繰り返されるテーマであり、特に The Tomb of the Cybermen (1967)、The Invasion (1968)、Earthshock (1982) を踏襲している。ミッキーが言及したサイバーキングは後に「もうひとりのドクター」（2008年）で登場した。
また、本作はフリーマ・アジマンが初めて出演したエピソードでもある。今回は彼女が後にシリーズ3で演じたマーサ・ジョーンズの役ではなかったが、後にマーサの従妹であることが判明するアデロアという登場人物を演じた。ラッセル・T・デイヴィスはアジマンのアデロア役の演技に感心して彼女を呼び、ビリー・パイパーが降板した後のコンパニオン役を埋めた。
サイバーマンとダーレクは以前にも The Wheel in Space (1968)、The War Games (1969)、The Mind of Evil (1971)、Logopolis (1981)、The Five Doctors (1983)、「ダーレク 孤独な魂」(2005) で同時に登場しているが、サイバーマンとダーレクがメインの役で共演したのはこの二部作が初めてである。

## 放送と評価
ダーレクの登場を伏せておくため、どのプレビューテープにおいても最終シーンは除去され、「放送まで保留される最終シーン ("final scene withheld until transmission")」と書かれたタイトルカードに置き換えられた。これは『ドクター・フー』マイクロサイトの恐怖予報チームに渡されたコピーでも同様であった。
本作の視聴者数は819万人で、2006 FIFAワールドカップの4試合とドラマ『コロネーション・ストリート』の2エピソードに次いでその週で7番目に多く視聴された番組であった。対応する Doctor Who Confidential のエピソードは57万人の視聴者を獲得した。本作の評価指数は86で、ドラマシリーズの平均ベースライン77を上回った。日本では2007年3月6日にNHK BS2で、2008年2月26日にNHK教育で放送された。2011年3月27日には LaLa TV で放送された。
本作は一般に批評家から良い評価を受けた。The Stage は本作が「緊張したコンテスト、ドラマ、涙、逆境、そして究極の戦いで直面する2つの強力な力に満ちている」とコメントし、その晩早くにあったサッカーイングランド代表の負け試合を些末なこととして扱った。また、レビュアーはクリフハンガーで番組への彼の愛情が深まったと主張した。『ガーディアン』紙は本エピソードが「最高に戻った」とコメントし、The People 紙はドクターがザッピングするシーンのユーモアを称えた。Television Without Pityのジェイコブ・クリフトンは本エピソードをA-と評価した。IGNのアフサン・ハクは本作の評価を10段階評価で9.8とし、エピソードの歩調合せとサイバーマンとダーレクの発覚を称え、最高のクリフハンガーだと結論付けた。
イギリスでの最初の放送の後、「嵐の到来」は「危険なお絵描き」や「永遠の別れ」と共に2006年9月25日にDVDで発売された。日本では2007年5月23日に同じ組み合わせで特典映像 Doctor Who Confidential と第2シリーズNG集付きで発売された。
「嵐の到来」と「永遠の別れ」は2007年ヒューゴー賞映像部門短編部門にノミネートされた。